# Cary Williams
Cary Eric Williams (Miami, 23 dicembre 1984) è un giocatore di football americano statunitense che ha gioca nel ruolo di cornerback per i Washington Redskins della National Football League (NFL). Fu scelto nel corso del settimo giro (229º assoluto) del Draft NFL 2008 dai Tennessee Titans. Al college ha giocato a football alla Washburn University.

## Carriera professionistica
Williams fu scelto dai Tennessee Titans nel corso del settimo giro del draft 2008. Il 30 agosto 2008 fu tagliato dai Titans ma rifirmò poco dopo per far parte della squadra di allenamento. Il 9 dicembre fu promosso nel roster attivo. Dopo una partita si infortunò, concludendo la sua prima stagione in lista infortunati.
Nella sua seconda stagione fece registrare 12 tackle in sole 4 partite, attirando l'attenzione dei Ravens.

### Baltimore Ravens
Nel 2009 firmò coi Ravens ma nelle prime due stagioni giocò solo di rado. Nella prima gara della stagione 2011 disputò la sua prima partita come titolare nella vittoria sui Pittsburgh Steelers mettendo a segno 5 tackle. Nel divisional round dei playoff contro gli Houston Texans forzò un fumble del suo futuro compagno di squadra Jacoby Jones.
Nella settimana 4 della stagione Williams mise a segno il primo intercetto in carriera ai danni di Brandon Weeden dei Cleveland Browns ritornandolo per 63 yard in touchdown. Il 6 gennaio 2013, nel primo turno di playoff contro gli Indianapolis Colts, Williams intercettò un passaggio di Andrew Luck ritornandolo per 41 yard e contribuendo al passaggio del turno da parte di Baltimore. Nei due turni successivi la squadra eliminò i Denver Broncos e i New England Patriots qualificandosi per il Super Bowl XLVII contro i San Francisco 49ers. Il 3 febbraio 2013, Williams partì come titolare nel Super Bowl XLVII contribuendo con 3 tackle alla vittoria dei Ravens per 34-31, laureandosi per la prima volta campione NFL.

### Philadelphia Eagles
Il 14 marzo 2013, Williams firmò coi Philadelphia Eagles un contratto triennale del valore di 17 milioni di dollari, inclusi 5,75 milioni di dollari garantiti. Nella prima gara con la nuova, vinta contro i Washington Redskins, mise a segno un sack e un intercetto su Robert Griffin III. Dopo stagioni con gli Eagles, il marzo 2015 fu svincolato.

### Seattle Seahawks
Il 10 marzo 2015 Williams firmò un contratto triennale del valore di 18 milioni di dollari con i Seattle Seahawks. Partito come titolare nella prima gara con la nuova maglia contro i Rams, forzò un fumble sul quarterback Nick Foles che recuperò egli stesso ritornandolo in touchdown. Dopo settimane di prestazioni non all'altezza, Williams fu sostituito come titolare da DeShawn Shead e infine il 7 dicembre 2015 fu svincolato.

### Washington Redskins
Il 5 gennaio 2016, dopo la fine della stagione regolare, Williams firmò con i Washington Redskins per rinforzare la linea secondaria in vista del primo turno di playoff.

## Palmarès
- Super Bowl : 1

Baltimore Ravens: Super Bowl XLVII
- American Football Conference Championship: 1

Baltimore Ravens: 2012

## Statistiche
| Partite totali      | 87  |
| Partite da titolare | 65  |
| Tackle              | 305 |
| Sack                | 2,0 |
| Intercetti          | 9   |
| Fumble forzati      | 3   |

Statistiche aggiornate alla stagione 2014